# António Rodrigues da Costa
António Rodrigues da Costa (Setúbal, 29 de dezembro de 1656 — Lisboa, 20 de fevereiro de 1732) foi um administrador colonial português.
Segundo a Biblioteca Lusitana, tomo I, página 374, foi batizado a 7 de janeiro de 1657 e foi sepultado na Igreja da Congregação do Oratório de São Filipe Néri. Seu pai foi Manuel Rodrigues Vieira e sua mãe Isabel da Costa Sardinha.
Eram seus irmãos o doutor Manuel da Costa Sardinha, colegial do Colégio Real de São Paulo, Lente do Código da Universidade de Coimbra, Desembargador dos Agravos, Deputado da Bula da Cruzada, e Frei Teodósio da Cunha, eremita de Santo Agostinho, Doutor na Sagrada Teologia e Lente de Prima na Universidade de Coimbra.
Cedo passou à corte, onde em 1669 passou a estudar Latim no Colégio de Santo Antão, da Companhia de Jesus, grego e italiano, francês e espanhol. Segundo diz C. R. Boxer, na página 367 de «The Golden Age of Brazil», era excelente sobretudo em Latim e foi depois professor de numerosos fidalgos da Corte. Suas habilidades como linguista o favoreceram em conseguir empregos oficiais, incluindo secretariar duas embaixadas diplomáticas, como veremos abaixo.
Aos 28 anos foi criado oficial-maior da Secretaria de Estado a 1º de fevereiro de 1684. Escolhido em 17 de outubro de 1686 secretário do Conde de Vilar Maior, futuro Marquês de Alegrete, Manuel Teles da Silva,  a quem acompanhou a Dussoldorf na Alemanha para negociar o casamento de D. Pedro II de Portugal com D. Maria Sofia Isabel de Neuburgo, filha do Eleitor Palatino. 
Voltando do Reino, nomeado em 1696 Oficial Maior da Secretaria de Estado. Em prêmio de seus serviços, foi ainda nomeado em 24 de janeiro de 1702  Escrivão da Câmara da Ordem de Avis na Mesa da Consciência e Ordens.
Acompanhou em 1707 Fernão Teles da Silva a Viena, na Áustria, quando foi negociar o casamento do rei D. João V de Portugal com D. Maria Ana de Áustria, filha do imperador José. 
Em 15 de fevereiro de 1709 foi eleito deputado do Conselho Ultramarino embora jamais tivesse posto o pé numa colônia portuguesa, como a maior parte de seus colegas. Tornou-se e permaneceu um dos conselheiros em que a Coroa mais confiava no que dizia respeito aos assuntos coloniais. 
Pertenceu ao Conselho de El-Rei por carta passada em 7 de maio de 1728, «preeminência até então a ninguém concedida», segundo a Biblioteca Lusitana. A esta mercê «se acumularam outras, como foram  ser comendador, alcaide mor e fidalgo da Casa Real».
Foi um dos primeiros 50 Acadêmicos da Academia Real, a quem se distribuiu escrever a História Ultramarina na Língua Latina, impressa (embora incompleta) na Coleção dos Monumentos da mesma Academia do ano de 1721.
Boxer diz dele, à página 368 de seu livro The Golden Age of Brazil, que  mostrou sempre imensa devoção ao saber e assiduidade ao despachar assuntos oficiais, mas as exigências de seu trabalho o impediram de publicar mais do que poucas obras de natureza histórica em latim e em português. Foi um católico devoto embora não beato, e pode, de certa maneira, ser incluído entre os chamados «estrangeirados». Diz ainda que em sua correspondência particular com Manuel de Sousa, o Diretor da Casa da Moeda no Rio, comentava a «incrível lentidão» com que operava a Coroa, e a tendência de D. João V de gastar excessivamente o ouro recebido do Brasil em «empregos inuteis»,  em vez de projetos construtivos como subsidiar a emigração de famílias (gente casada) para o Brasil. Em 3 de fevereiro de 1720, escreveria que o único objetivo em Lisboa é obter tanto ouro quanto seja possível do Brasil, o que seria mesmo pouco para gastar.
Percebeu bem, segundo Boxer, que as imposições e extorsões da Coroa, ou dos governadores corruptos que agiam em nome da Coroa, criariam ressentimentos permanentes entre os colonos, fossem nascidos na América ou na Europa. Era consciente também da má administração e da ineficácia nas altas esferas, que impediam e frustravam bons projetos. Sabia perfeitamente que os portugueses colhiam o fruto do que haviam plantado. Previu, segundo Boxer, que o Brasil se tornaria independente, mais cedo ou mais tarde, e parece ter tomado interesse até maior pela Índia portuguesa. As notícias da recaptura de Mombaça aos árabes de Omã em 1728 provocaram nele  alegria inusitada. Sua morte em 20 de fevereiro de 1732 pode ter sido acelerada pela enorme tristeza ao saber que a mesma fortaleza tinha sido tomada pelos muçulmanos que a sitiaram durante seis meses.

## Algumas obras
- Embaixada que fez o Excelentíssimo conde de Vilar-Maior (hoje Marquês de Alegrete) dos Conselhos de Estado, e Guerra del Rei Nosso Senhor, etc ao Sereníssimo Príncipe Filipe Wilhelmo conde Palatino do Rhim, Eleitor do S. R. I. etc. publicada em Lisboa em 1694.
- Onze Cartas Latinas escritas aos Censores da Academia Real.
- Justificacion de Portugal en la resolucion de ayudar a la inclina nacion Española a sacudir el yugo francés y poner en el Trono Real de su Monarchia al Rey Catolico Carlos III, publicada em  1704.
- Conversão del rei de Bissau conseguida pelo Ilustríssimo Senhor D. Fr. Vitorino Portuense, Bispo de Cabo Verde, etc. Lisboa, 1695.
- Relação dos sucessos e gloriosas ações militares obradas no Estado da India ordenadas e dirigidas pelo Capitão e Vice-Rei General do mesmo Estado Vasco Fernandes César de Menezes em o ano passado de 1713, Lisboa, 1715.
- Epigrama latino à morte do excelentíssimo Marquês de Távora Luís Alvares de Távora, Lisboa, 1672.